# Kochinchina

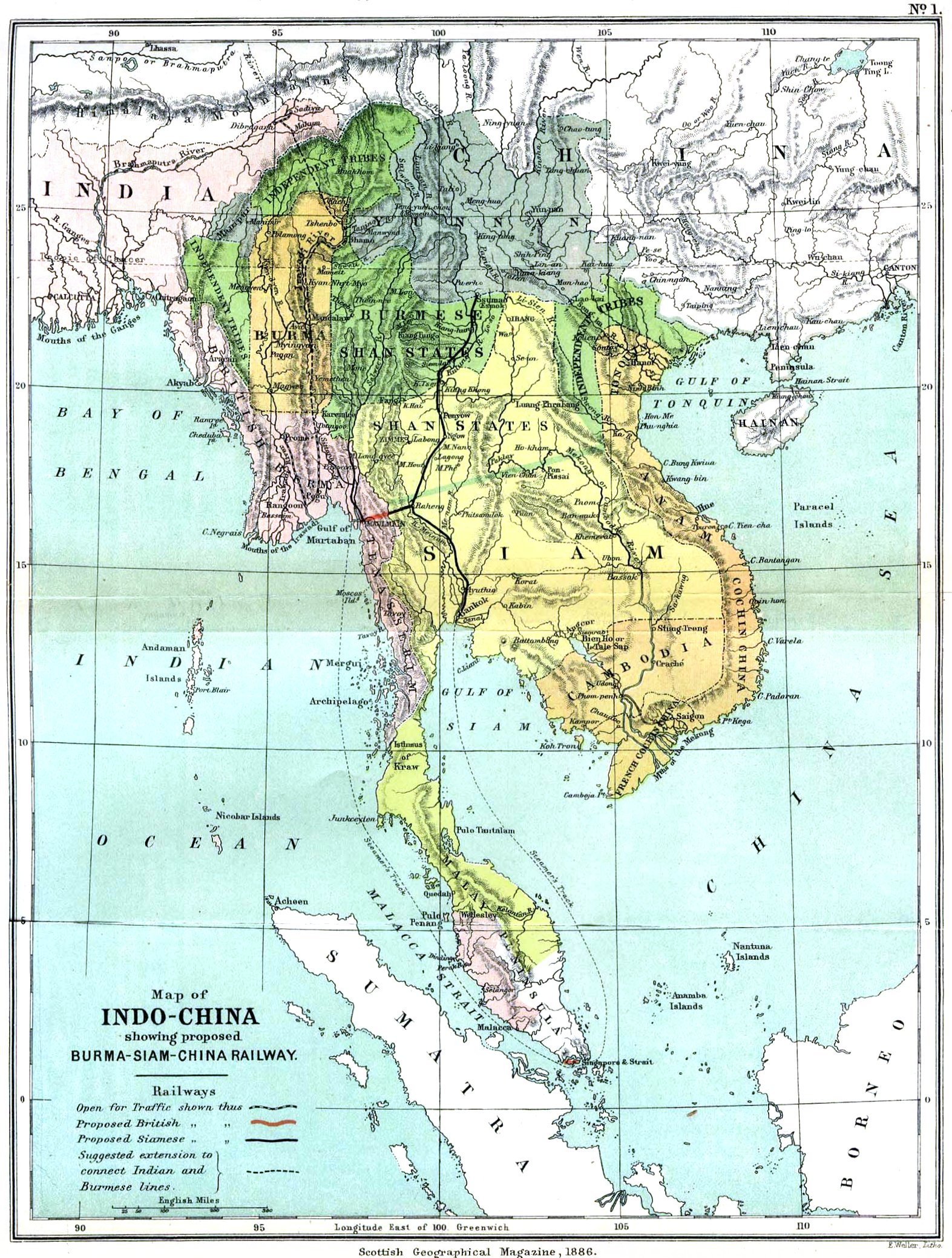
Mapa Indochin z zaznaczonym obszarem Kochinchiny (1886)

Kochinchina (fr. Cochinchine) – dawna nazwa położonej najbardziej na południe części Wietnamu, stanowiąca część francuskiej kolonii Indochin, nadana przez Portugalczyków. Nazwa była w użyciu podczas protektoratu francuskiego, którego stolicą było miasto Sajgon. Obecnie obszar ten nazywany jest Nam Bộ.